# Oncocnemis mongolica
Oncocnemis mongolica är en fjärilsart som beskrevs av Otto Staudinger 1896. Oncocnemis mongolica ingår i släktet Oncocnemis och familjen nattflyn. Inga underarter finns listade i Catalogue of Life.